# 雷默爾斯巴赫河
51°29′12″N 8°18′02″E / 51.4866111111°N 8.3004777778°E
雷默爾斯巴赫河（德語：Remelsbach），是德國的河流，位於該國西部，處於北萊茵-威斯特法倫州，屬於默訥河的右支流，河道全長1.8公里，流域面積2.9平方公里。